# Wimmeria acuminata
Wimmeria acuminata là một loài thực vật thuộc họ Celastraceae. Đây là loài đặc hữu của México.